# すみだ郷土文化資料館
すみだ郷土文化資料館（すみだきょうどぶんかしりょうかん）は、東京都墨田区の歴史、そこに住む人達の郷土文化を後世に伝えるとともに、歴史、民俗資料を収集、保存、活用を図って、地域文化の一層の発展と文化的な創造力を育む活動に寄与する拠点としての博物館である。1998年（平成10年）に開館した。
建物は5階建てで、1階、2階が常設展示で、1階はすみだの歴史として、墨田区北部の向島、南部の本所それぞれについて、向島は弥生時代以後、陸地化が進んで、古墳時代からの考古学的な発掘物から絵、文献資料でその歩みをたどり、本所は江戸時代の初めに開拓されてできた地域なので、それからの都市化の歩みなど紹介している。1階は図書コーナーもある。2階は、近代すみだと隅田川の歴史、文化、民俗に焦点を当てた展示、3階は企画・常設展示として、年間に数回、企画展示として地域の歴史や文化を見直す展示を行っている。4階は事務室、特別収蔵庫があり、5階は展示準備室がある。毎年、3月と8月には東京大空襲に関連するイベントを開催している。

## 開館時間
- 開館：9:00 - 17:00（入館は16:30まで）
- 休館：月曜（祝日は開館、翌日が休館になる）、第4火曜（館内整理日・祝日に当たる時は翌平日）、年末年始（12月29日 - 1月2日）
- 観覧料　100円（ただし、障害者手帳・療育手帳等を所持している場合は無料）

20名以上の団体：1名80円

## 所在地
東京都墨田区向島二丁目3番5号

## 交通アクセス
- 都営地下鉄浅草線本所吾妻橋駅下車、徒歩8分
- 東武鉄道東武伊勢崎線とうきょうスカイツリー駅下車、徒歩7分
- 都営バス「言問橋」下車、徒歩2分
- 都営バス「本所吾妻橋」下車、徒歩8分

## 近在の施設
- 浅草寺
- 東京スカイツリー
- 仲見世商店街